# Archemoro

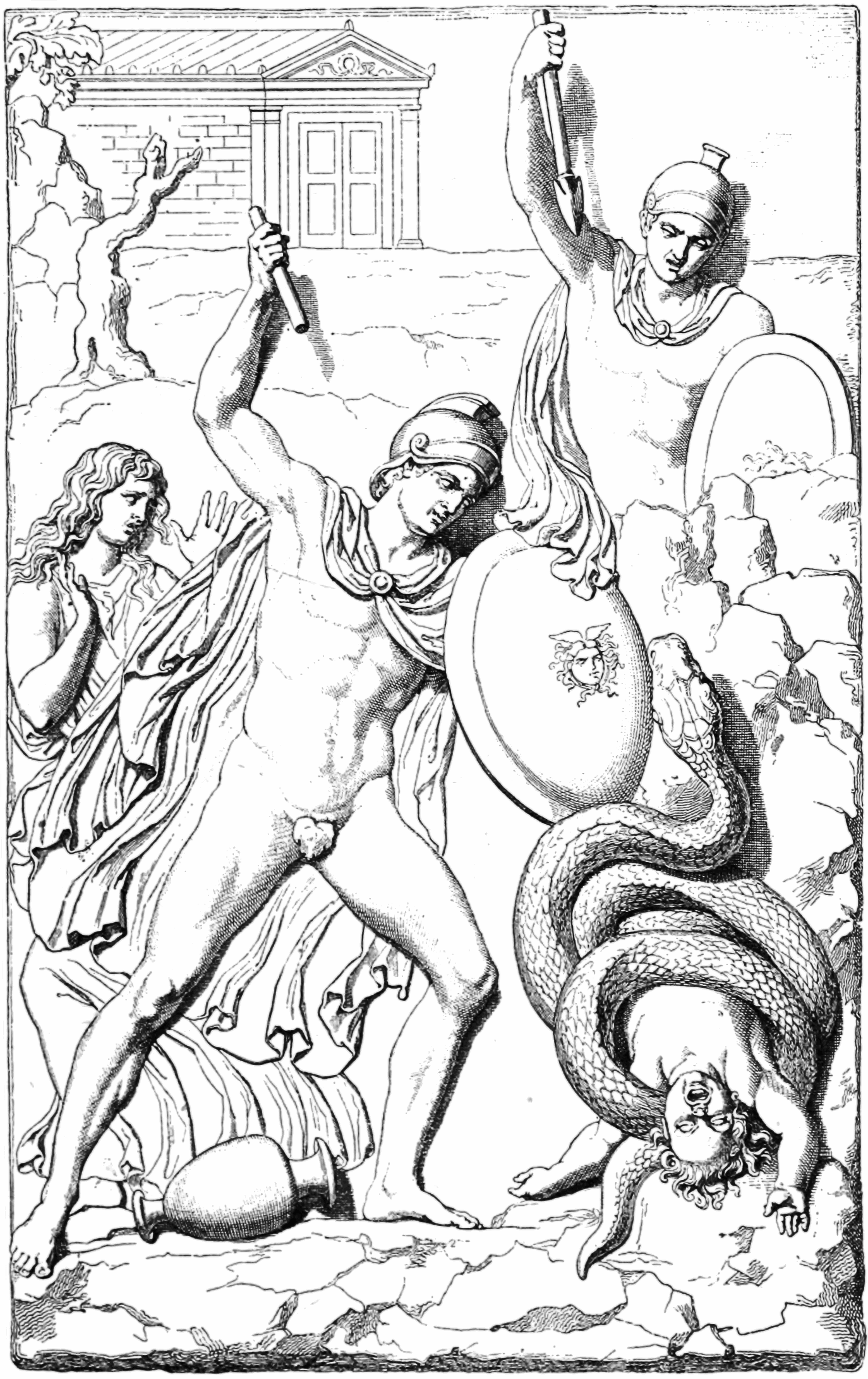
Ofelte e il serpente, disegno di K. A. Baumeister (1888)

Nella mitologia greca, Archemoro (Αρχέμορος) era il nome del figlio di Licurgo, re di Nemea, e sua moglie Euridice. Il suo nome originario era Ofelte (Ὀφέλτης).

## Il mito
Ofelte fu affidato dai suoi genitori a Ipsipile, già regina di Lemno, la quale cercava di crescerlo da solo. La donna consultò un oracolo sul destino del bambino e le fu suggerito di non poggiarlo mai per terra prima che imparasse a camminare.
Durante la guerra dei Sette contro Tebe, gli Argivi comandati da Adrasto traversavano un giorno la foresta di Nemea in cerca di qualche ruscello, perché erano assetati, quando incontrarono l'illustre nutrice che allattava il piccolo principe. Chiesero quindi indicazioni a Ipsipile e lei li condusse ad una fontana vicina; per giungervi con più celerità, lasciò solo nell'erba il piccolo Ofelte vicino a una pianta di sedano. Propriò lì si nascondeva un serpente, che uccise il piccolo stritolandolo tra le sue spire.
Gli Argivi, afflitti dalla funesta sventura, uccisero il serpente, e dopo aver reso solenni funebri ad Ofelte (ribattezzato ora Archemoro) istituirono in suo onore i giochi Nemei.

## Etimologia
Archemoro significa "origine della sventura".

### Fonti
- Pseudo-Apollodoro, Biblioteca, Libro I, 9, 17, e Libro III, 6, 4
- Igino, Fabulae 74 e 273

### Moderna
- Robert Graves, I miti greci, Milano, Longanesi, ISBN 88-304-0923-5.
- Angela Cerinotti, Miti greci e di roma antica, Prato, Giunti, 2005, ISBN 88-09-04194-1.
- Anna Ferrari, Dizionario di mitologia, Litopres, UTET, 2006, ISBN 88-02-07481-X.
- Anna Maria Carassiti, Dizionario di mitologia classica, Roma, Newton, 2005, ISBN 88-8289-539-4.